# Вецуми (Вилякский край)
Вецуми (латыш. Vecumi) — населённый пункт в Вилякском крае Латвии. Входит в состав Вецумской волости. Находится на автодороге V475 рядом с латвийско-российской границей. Расстояние до города Балви составляет около 38 км. По данным на 2015 год, в населённом пункте проживал 71 человек.

## История
В советское время населённый пункт был центром Вецумского сельсовета Балвского района. Через село проходила железнодорожная линия Гулбене — Пыталово со станцией Вецуми (ныне разобрана).